# مارينيت دوبان -تشينغ
مارينيت دوبان -تشينغ هي شخصية خيالية والبطل للمسلسل التلفزيوني المتحرك: ميراكيولوس: مغامرات الدعسوقة والقط الأسود أنشأه توماس أستروك. تم تصويرها على أنها طالبة مراهقة فرنسية-صينية تطمح إلى أن تصبح مصممة أزياء، ويمتلك والداها مخبزًا. بعد أن اجتازت اختبار السيد فو حارس الأشياء السحرية المسماة معجزة من خلال مساعدته اختيرت مارينيت كمستقبل بطل خارق بجانب ادرين اغريست. ونتيجة لذلك، منحت زوجًا من الأقراط يُعرف باسم الدعسوقة خارقة «ميراكلوس الدعسوقة» والتي عند ارتدائها تمنح مارينيت القدرة على التحول إلى اسمها المستعار الخارق «الدعسوقة». هدف الدعسوقة والقط الأسود هو حماية باريس من الشرير هوك موث. ولون مارينات المفضل هو الأحمر والأسود غير معروف لمارينيت هوية القط الأسود المدنية هي أدريان أغريست وهو زميلها ولديه مشاعر تجاهها. بصفتها صاحبة معجزه يتم مساعدة مارينيت بواسطة مخلوق أحمر صغير يشبه الدعسوقة يُدعى تيكي وهو كائن سحري يُعرف بـ كوامي. بصفتها الدعسوقة فإن قدرة مارينيت المميزة هي الإبداع. تظهر مارينيت في معظم وسائط «معجزه» بما في ذلك المسلسل الرئيسي والجوال لعبة الجري والكتب المصورة.
كانت شخصية مارينيت مستوحاة من امرأة شابة ترتدي قميصًا يحمل طابع الدعسوقة وعملت مع أستروك. بعد إنشاء رسم يصورها على أنها بطلة خارقة تحت عنوان الدعسوقة، شعر أستروك أن هذا سيكون شخصية جيدة، خاصةً أنه لم يكن على علم بوجود بطل خارق آخر مرتبط بالدعسوقة. كانت قصة شعر المرأة مصدر إلهام لتصفيفة شعر مارينيت أيضًا. مارينيت هي تم التعبير عنه بواسطة كريستينا في في اللغة الإنجليزية دبلجة بينما صوتها أنوك هاوتبويس في النسخة الفرنسية من المسلسل.
تلقت شخصية مارينيت استجابة نقدية إيجابية بشكل عام، حيث وصفها الكتاب بأنها نموذج يحتذى به للمشاهدين وبطل عظيم؛ تم الإشادة بكل من شخصيتها المدنية وهويتها الخارقة. تم عقد جلسات لقاء وتحية تحتوي على الدعسوقة. تم إنشاء عدة قطع من البضائع التي تعتمد عليها مثل الأكسسوارات، والملابس، وشخصيات الحركة.

## تطوير
المفهوم والخلق مارينيت دوبين-تشنغ تحت هويتها البطل الخارق مارينيت دوبين-تشينج في دور بطلها الخارق، الخنفساء. استند إبداعها إلى امرأة شابة ترتدي قميصًا يحمل صورة الدعسوقة وكانت عضوًا في فريق إنتاج سلسلة أخرى تضمنت أيضًا توماس أستروك؛ مستوحى من القميص، رسم أستروك المرأة كبطلة خارقة. هوية الأبطال الخارقين لمارينيت دوبين تشينج، ليدي باغ، مستوحاة من امرأة شابة ترتدي قميصًا عليه خنفساء؛ كانت تنتمي إلى فريق إنتاج عرض آخر تضمن أيضًا توماس أستروك، صانع المسلسل التلفزيوني الكرتوني معجزة: حكايات الخنفساء والقط نوير. صرح أستروك أنه كان صديقًا لها وبعد ذلك بدأوا في إنشاء و «تبادل الملاحظات اللاصقة التي تحمل طابع الدعسوقة»؛ ملاحظة رسمها أستروك تصور المرأة على أنها بطلة خارقة. لم يكن أستروك على علم بوجود بطل خارق له علاقة بالخنفساء وشعر أن هذه الشخصية ستكون جيدة. نتيجة لذلك، تم تصور شخصية السيدة الخنفساء. اعتقد أستروك أن بطلًا خارقًا بناءً على هذه الفكرة لم يتم إنشاؤه مسبقًا بسبب عدم كونه ذكوريًا بدرجة كافية. تم تصميم تصفيفة شعر مارينيت أيضًا باستخدام قصة شعر المرأة كنموذج. قال أستروك أن قوة الدعسوقة كانت مرتبطة بالحظ لأن الدعسوقة مرتبطة بالحظ السعيد. وعلق بأن شخصية السيدة الخنفساء يمكن مقارنتها بشخصية الرجل العنكبوت.
صرحت أستروك أنه في حين أن مارينيت هي فتاة مفعمة بالحيوية، فإن هذا لا يمنعها من ارتداء اللون الوردي. ووصف الدعسوقة بأنها شخصية «رائعة» خاصة، إيجابية جدًا، ومشرقة. كما وصفها بأنها شخصيته المفضلة من المسلسل. كان أستروك يأمل في أن ينظر الأطفال إلى السيدة الخنفساء كمثال إيجابي وأن تصبح تميمة باريس، حيث يتم العثور عليها في النشرات عند مداخل المتاحف لإلهام الأطفال لزيارتهم. فيما يتعلق بمارينيت وأدريان أغريستي، علق بأنه كان يرغب في تصوير شخصيات «مشمسة» وملهمة. ذكرت أستروك أن السيدة الخنفساء هي واحدة من «المراهقين الأقوى» جنبًا إلى جنب مع القط الأسود نظرًا لأنها تتمتع بقوة الإبداع. وذكر أن التعامل مع الديناميكيات بين هويتي مارينيت وأدريان كان مسليًا. قال أستروك إن الأزواج من الأبطال الخارقين مثل الرجل المكون من السيدة الخنفساء والقط الأسود غير مألوفين في العروض وشعر أن المشاهدين يستمتعون بحالة الحب التي تشكلت بينهم. كان مصدر الإلهام لثنائي الخنفساء والقطة السوداء أحد العلاقات الرومانسية السابقة لأستروك. صرح أستروك أنه طالما كان هناك شرير في العرض، فإن العلاقة الرومانسية بين مارينيت وأدريان لن تكون قادرة على الحدوث إلا في ظل ظروف معينة وسيتعين التعامل معها بحذر، وعلق على أن مثل هذه العلاقة ستكون هشة ومعقدة.
كان من الصعب تحريك زي الدعسوقة عندما يتعلق الأمر بالنسخة الأصلية ثنائية الأبعاد للمعرض نظرًا لأنها كانت حمراء مع نقاط سوداء؛ يجب أن تكون النقاط في أماكن معينة ويجب أن تظل ثابتة. في الإصدار ثلاثي الأبعاد اختفت هذه المشكلة نظرًا لوجود نموذج متحرك. في الإصدار ثنائي الأبعاد كان من المفترض أن تكون مارينيت أكبر سناً مما هي عليه حاليًا في الإصدار ثلاثي الأبعاد. تم تصميم تصميم تشيبي للسيدة الخنفساء من سلسلة معجزة تشيبي من قبل مصمم الشخصيات انجي ناسكا. كان مخبز عائلة مارينيت مستوحى من مخبز باريسي واقعي.
علق أستروك أن اتخاذ قرار بشأن كيفية استخدام الدعسوقة لعنصر معين تم إنشاؤه بمساعدة معجزة لها لهزيمة الشرير يستغرق ربع وقت عمل الكتاب للحلقة؛ صرحت سيباستيان تيبو مديرة الكتابة في معجزه أن السيدة الخنفساء ذكية لأنها تمكنت من فعل ما يمكن أن يفكر فيه العديد من الأشخاص في الواقع فقط عند التعاون مع بعضهم البعض. وفقًا لتيبودو أراد الكتاب أن لا تعتمد مارينيت على الكليشيهات وأن تشبه فتاة معاصرة قادرة على خلق الأشياء والرغبة في تحقيق شيء ما في الحياة؛ تمنوا أيضًا تحول مارينيت إلى بطل خارق واثق من نفسه لإظهار أن الناس يمكن أن يتغيروا ويصبحوا أقوى. تهدف مارينيت أيضًا إلى إبراز أن على المرء أن يقاتل وأن يكون منفتحًا وذكيًا من أجل أن يكون ناجحًا في الحياة. [14] قال تيبو إن مارينيت تحاول تحسين حياة أدريان الصعبة. ذكر فريد لينوار الذي كتب أيضًا لـ معجزه أن علاقة مارينيت مع أدريان كمدنيين وكأبطال خارقين هي الجزء الرئيسي من العرض. ذكر أستروك أن الموسم الثالث من المسلسل كان بمثابة اختبار لمارينيت. علقت ميلاني دوفال كاتبة أخرى في معجزه أن مارينيت كان لديها الكثير من العقبات لتتغلب عليها في ذلك الموسم.
وصف جيريمي زاغ، رئيس استوديو الرسوم المتحركة زاغتون مارينيت بأنها «شخصية فتاة جديدة وحديثة تتماشى مع حياة الأطفال والمراهقين اليوم». أول صورتين تصوران الخنفساء صادرة عن زاغ واحدة معروضة حظيت صورتها وصورة تظهرها على سطح أحد المنازل في باريس باهتمام كافٍ لتطويق العالم. قال زاغ إن موقف الحب الذي خلقته مارينيت جنبًا إلى جنب مع أدريان وهوياتهم الأبطال الخارقين وأسرارهم تمثل بعض الأجزاء الرئيسية من القصة. صرح جاريد ولفسون المنتج التنفيذي لـ معجزه أن جمهور الفتيات كانوا ينتظرون «ظهور شخص مثل الرجل العنكبوت» وأنه بسبب شخصية السيدة الخنفساء يمكنهم الآن التحول إليها لتصبح «أقوى» وإحداث «تأثير في العالم». فيما يتعلق بشخصية السيدة الخنفساء قال أتون سوماش الرئيس التنفيذي لشركة Method Animation أن المنتجين كانوا يرغبون في «إنشاء شخصية خارقة [ساحرة] ذات طابع أوروبي حقيقي مع خلفية باريس» نتيجة النقص السابق في وجود سلسلة أكشن تتمحور حول أنثى خارقة.
نيكول داندريا، أحد المساهمين في تأليف كتاب مصور معجزة، قالت إن الدعسوقة هي شخصية رائعة. صرح أندريه ليك ماير رئيس ZAG America للمنتجات الاستهلاكية العالمية أن الأطفال مغرمون بشخصية السيدة الخنفساء وأن المشجعين سيستمتعون بلعب دور السيدة الخنفساء في لعبة معجزه للجري. شعرت أن ليدي باغ «تُمكِّن جميع النساء بشكل فوري من جميع الأعمار» قائلة إنها «تفتن مثل مارينيت وكليدي باغ». صرحت ماير بأنها «حتى بدون معرفة القصة»، «فهي مألوفة بشكل غريزي أصيلة وقوية»، مضيفة أن «الدعسوقة هي رمز لتمكين الفتاة الصحية». كما وصفت الدعسوقة بأنها «قابلة للقراءة» و«فريدة».

## الصوت

مارينيت دوبان -تشينغ تحت هويتها الخارقة الخنفساء.

الممثلة الصوتية مارينيت دوبين-تشينغ كريستينا في كريستينا في تؤدي صوت مارينيت في النسخة الإنجليزية من السلسلة. كريستينا في صوتت مارينيت في الدبلجة الإنجليزية. صرحت فيي بأنها تحب مارينيت ووصفتها بأنها إحدى الشخصيات المفضلة لديها التي عبرت عنها. وقالت إن مارينيت تذكرها بشخصية سيلور مون، وعلقت أن «العمل في البرنامج» منحها «نفس المشاعر» التي عاشتها أثناء «مشاهدة سيلور مون وهي تكبر عندما كانت طفلة». ذكرت أنها خضعت لأداء دور مارينيت إلى حد كبير، على الأرجح أكثر مما فعلته في السابق لشخصيات أخرى. قالت فيي إنها حصلت على السيناريو لأول مرة للاختبار حوالي عام قبل أن يتم الإدلاء بها، مضيفة أنها لم تتلق ردًا بعد الاختبار. بعد ذلك، حصلت على النص مرة أخرى، وبعد الاختبار، تلقت رد نداء. صرحت أنها منذ أن رأت تصميم شخصية مارينيت والسيناريو، عرفت أن «كل من يتم تمثيله بهذه الشخصية، الدعسوقة، سيكون الفتاة الأكثر حظًا»، وبالتحديد «الممثلة الصوتية الأكثر حظًا». بعد قراءة السيناريو لأول مرة، شعرت فيي أن مارينيت كانت نسخة «على الورق» من نفسها. قالت فيي إنها وقعت في حب السيدة الخنفساء على الفور. وعلقت بأنها لم تكن على علم بوجود هذا العرض قبل الاختبار لدور مارينيت، الأمر الذي فاجأها لأنها أبقت نفسها على اطلاع دائم بالأخبار المتعلقة بالأنمي. بعد الاختبار وقبل تلقي الاسترجاعات، تعرفت على الفيديو الترويجي لأنيمي للمسلسل. بعد مشاهدة الفيديو، بدأت تريد الدور أكثر.
قالت فيي إنها تشبه مارينيت كثيرًا، وفي بعض الأحيان تكون «خجولة جدًا وخرقاء» وتتعثر في «كلماتها وقدميها». بينما كانت تحب أن تكون مارينيت حنونًا تجاه ادريان و «تخلط كلماتها أحيانًا»، اعتبرت فيي أن «محاربة الجريمة مثل السيدة الخنفساء» هو «الجزء المفضل لها» من التعبير عنها، مشيرة إلى أنها استمتعت باللحظات التي تقول فيها مارينيت عباراتها المحددة لها التحول إلى السيدة الخنفساء واستخدام قدرتها البطل الخارق. وذكرت أن تعلم مارينيت وأدريان بشأن هويات بعضهما البعض سيكون «مثيرًا»، مضيفة أنها تود أن ترى كيف «سيعملان معًا بطريقة مختلفة لمحاربة الجريمة». وصفت فيي هذا العرض بأنه «مذهل» مشيرة إلى أنها لم تشاهد أبدًا رسوم متحركة مثل هذه من قبل وأن «كل حلقة جميلة جدًا». ووصفت الموسم الثاني من المسلسل بأنه «رائع». فيما يتعلق بحلقة الكريسماس الخاصة، يأمل فيي أن تحتوي على لحظات تتمحور حولمارينيتو ادريان.
تم اختبار العديد من الممثلين الصوتيين لأدوار الشخصيات الرئيسية بما في ذلك مارينيت عندما بدأ اختيار السلسلة. قال عزرا وايز مدير الصوت في معجزه إن الموظفين المسؤولين عن التمثيل كانوا يرغبون في أن تبدو مارينيت واثقة من نفسها ولكنها ليست فخورة بشكل مفرط باعتبارها بطلة خارقة وكانوا يريدون العثور على شخص يمكن أن يكون صوته قادرًا على تمييز هوية مارينيت المدنية عن نفسها الخارقة. ذكر وايز أن فيي تقوم بعمل رائع في التعبير عن مارينيت. وذكر أن فيي «تتمتع بصوت بطلة شابة» مضيفًا أنه كان يتمنى دائمًا أن تكون فيي«بطلة خارقة فعلية» منذ أن شعر أنها بطل خارق «في الحياة الواقعية». علق وايز بأن فيي تصور فكرة المراهق العصبي الذي يشعر بالحرج تجاه الشخص الذي يحبونه جيدًا. قال إنه عندما «تتحول فيي إلى السيدة الخنفساء فإنها تكتسب ثقتها بنفسها» مشيرًا إلى أن هذا هو بالضبط ما تنبعث في حجرة الصوت.
ذكر جاريد ولفسون أن فيي نشطة. قال إنها تتمتع بـ «شخصية جميلة» واصفًا إياها بأنها «لطيفة جدًا» و «لطيفة جدًا» و «رائعة». وذكر أنه في استوديو التسجيل «تنتقل فيي من سويت مارينيت إلى السيدة الخنفساء» مضيفًا أنها «السيدة الخنفساء في تلك الغرفة» وأن هذا «ممتع جدًا للمشاهدة».
أنوك هاوتوبوا صوتت مارينيت في النسخة الفرنسية من السلسلة. اعتبر توماس أستروك أن هاوتوبوا وبقية الممثلين الفرنسيين رائعين.